# Bảo tàng Khu vực Hieronim Ławniczak ở Krotoszyn
Bảo tàng Khu vực Hieronim Ławniczak ở Krotoszyn (tiếng Ba Lan: Muzeum Regionalne im. Hieronima Ławniczaka w Krotoszynie) là một bảo tàng tọa lạc tại số 1 Phố Quảng trường Chợ Nhỏ, Krotoszyn, Ba Lan. Trụ sở của Bảo tàng là tòa nhà nơi trước đây từng là tu viện Chúa Ba Ngôi được xây dựng vào thế kỷ 18.

## Lịch sử

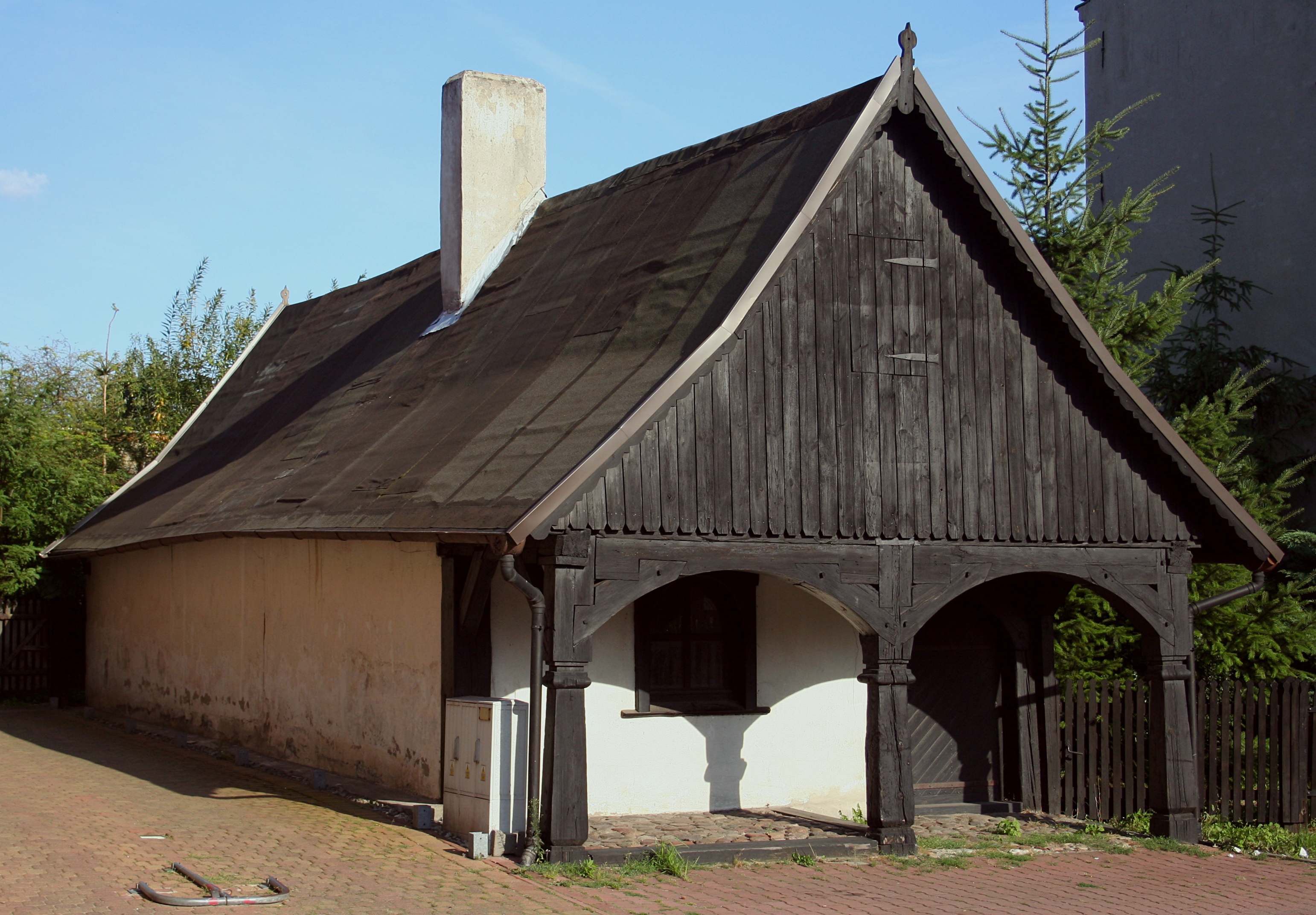
Trụ sở đầu tiên của Bảo tàng

Bảo tàng Khu vực Hieronim Ławniczak ở Krotoszyn được thành lập vào năm 1957 theo khởi xướng của chi nhánh địa phương của Hiệp hội Du lịch và Tham quan Ba Lan. Trụ sở đầu tiên của Bảo tàng là một ngôi nhà có mái vòm bằng gỗ được gọi là "Krotoszanka", được xây dựng vào thế kỷ 18 và nằm ở số 36 Phố Koźmińska. Năm 1969, các bộ sưu tập của Bảo tàng được chuyển đến trụ sở hiện tại.  

## Triển lãm
Bộ sưu tập của Bảo tàng Khu vực Hieronim Ławniczak ở Krotoszyn hiện đang bao gồm các triển lãm thường trực sau:
- Krotoszyn từ thời tiền sử đến ngày nay (3 phòng): trưng bày các kỷ vật có liên quan đến lịch sử của thị trấn từ thời tiền sử cho đến sự sụp đổ của chủ nghĩa cộng sản

- Văn hóa dân gian ở Vùng Krotoszyn (3 phòng): trưng bày các hiện vật trong cuộc sống làng quê vào cuối thế kỷ 19 và đầu thế kỷ 20

- Krotoszyn điêu khắc, hội họa và đồ họa: triển lãm các tác phẩm của Radosław Barek, Jan Bartkowiak, Bolesław Grobelny, Józef Kończak, Antoni Olejnik, Halina Duczmal-Pacowska, Hieronim Sobkowiak, Henryk Straburzyński, Stanisław Wojcieszyński, và những người khác.

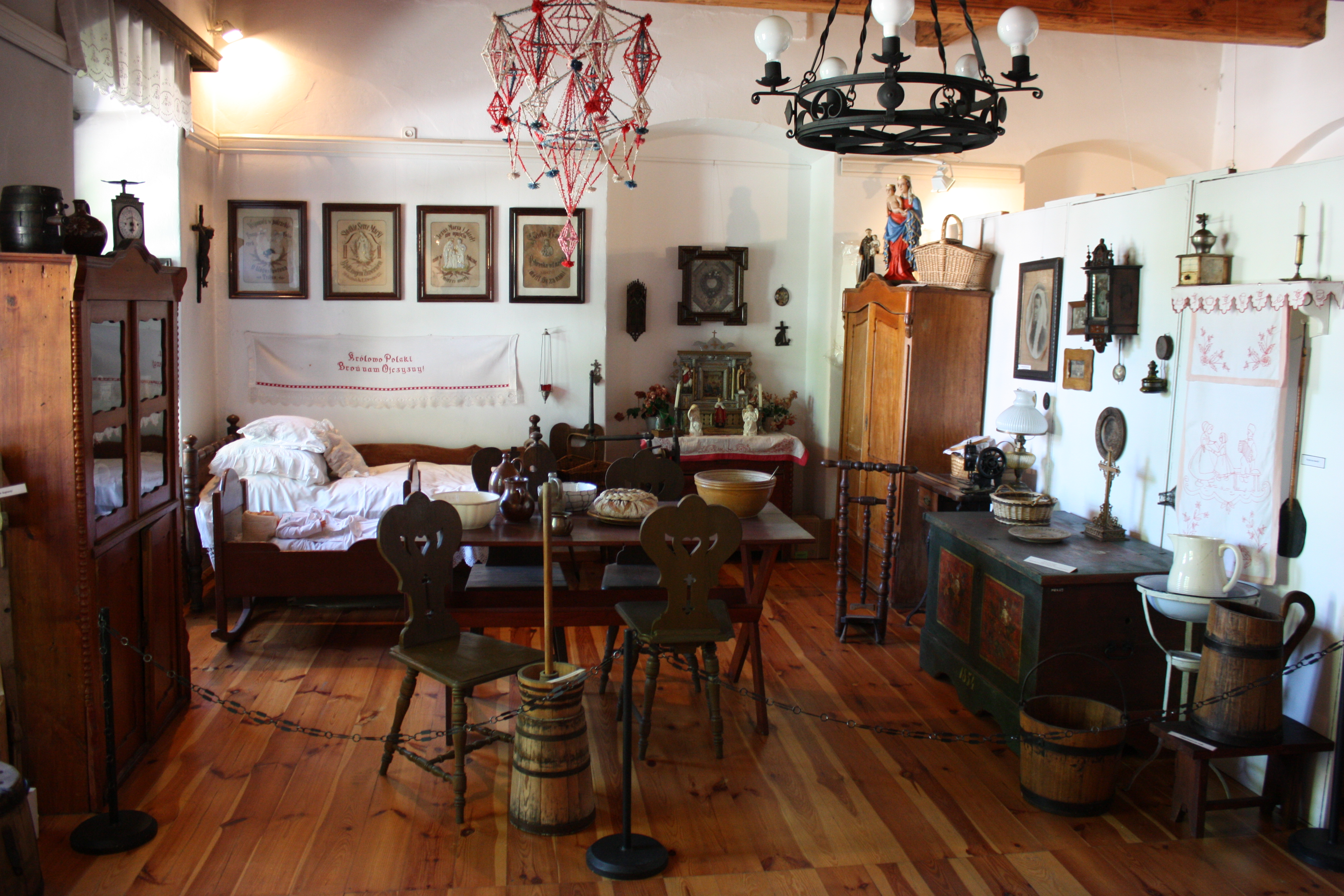
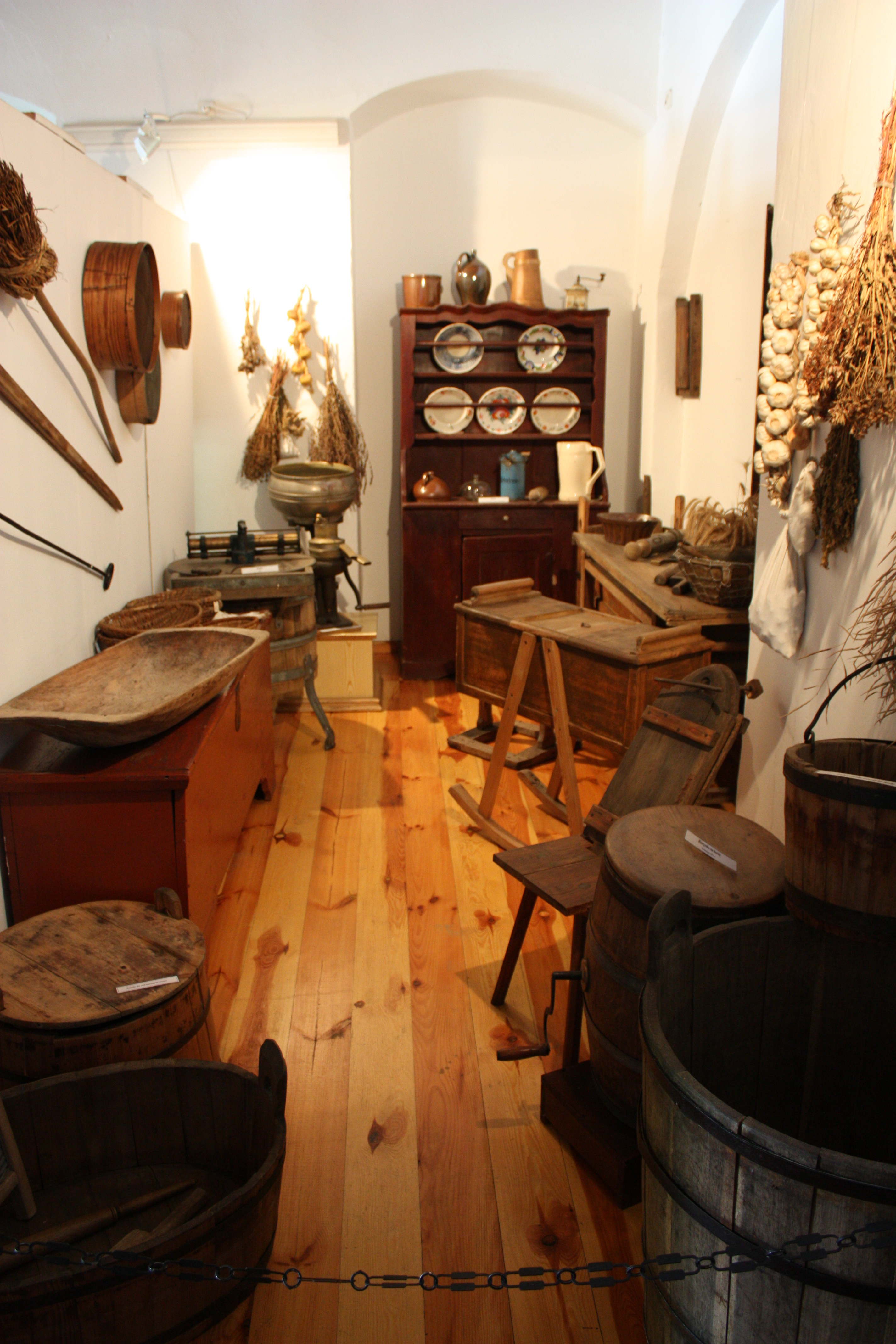
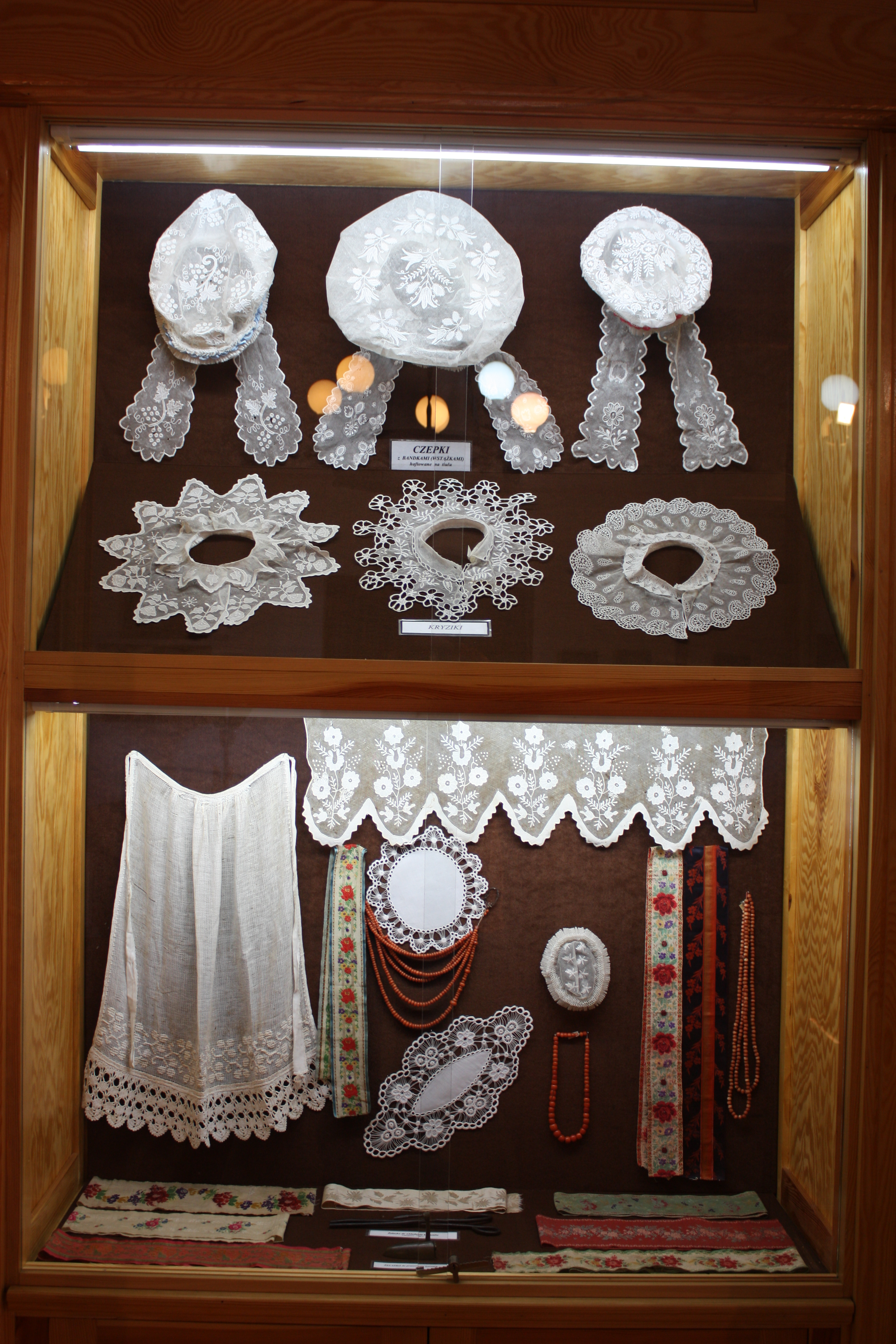
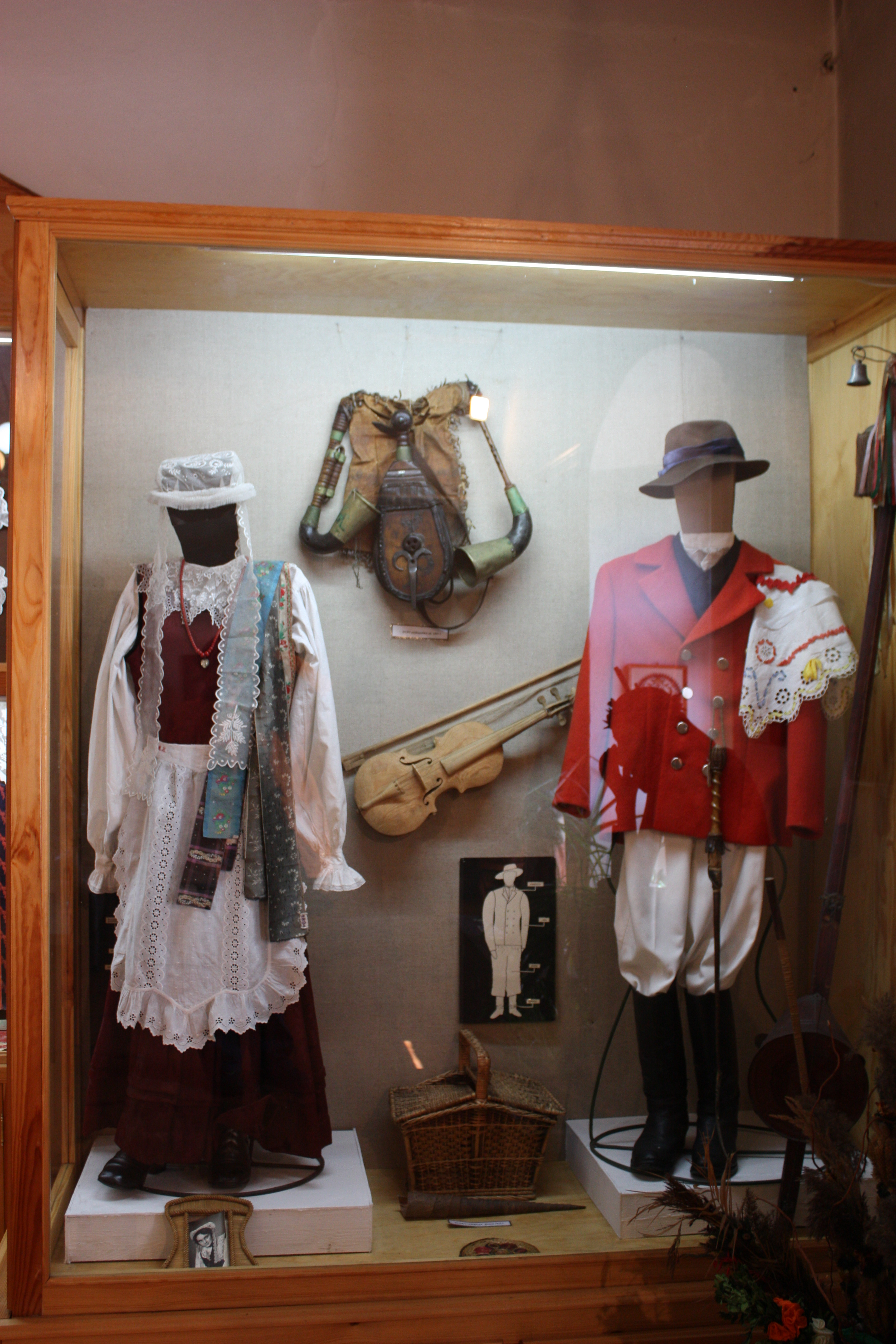
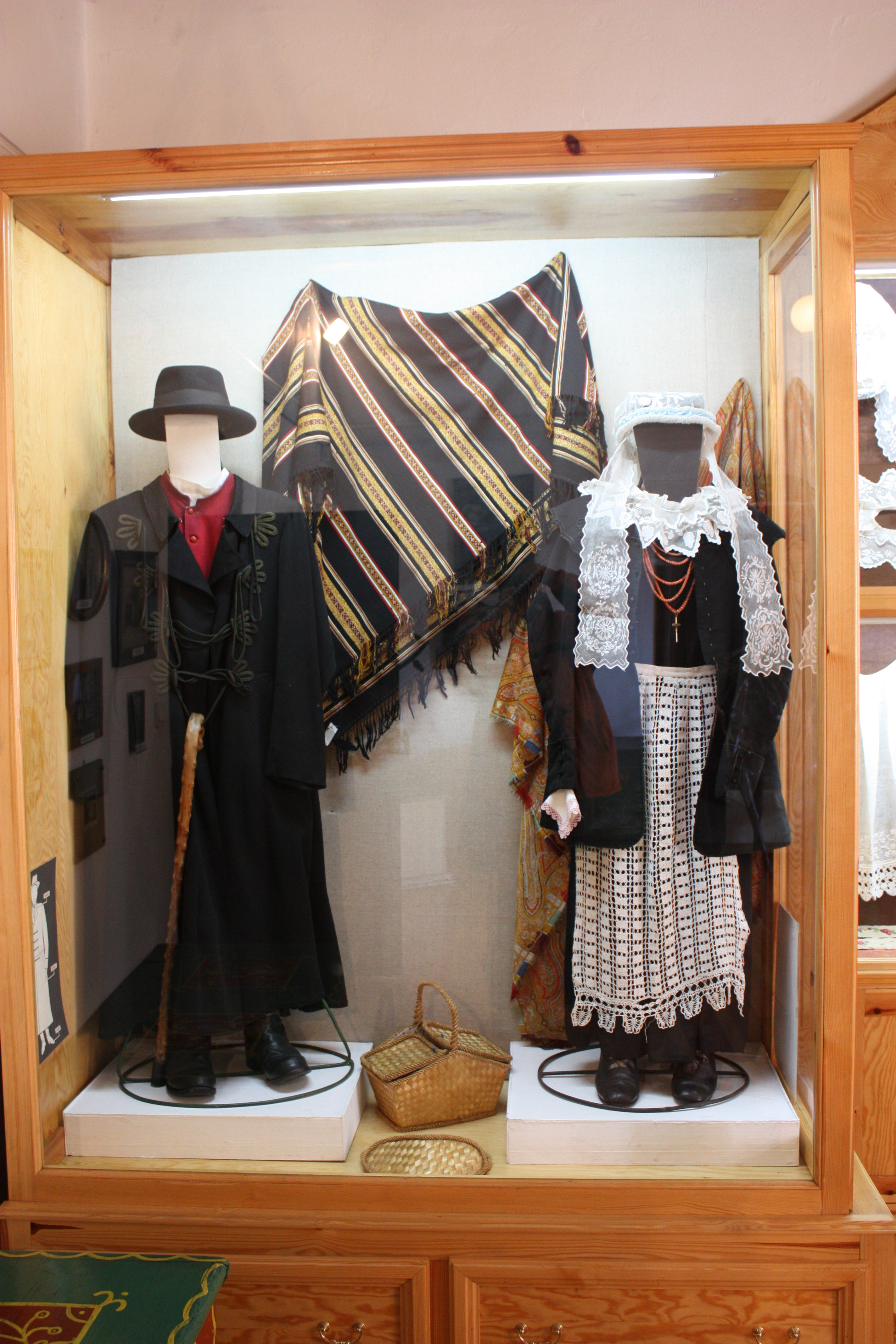
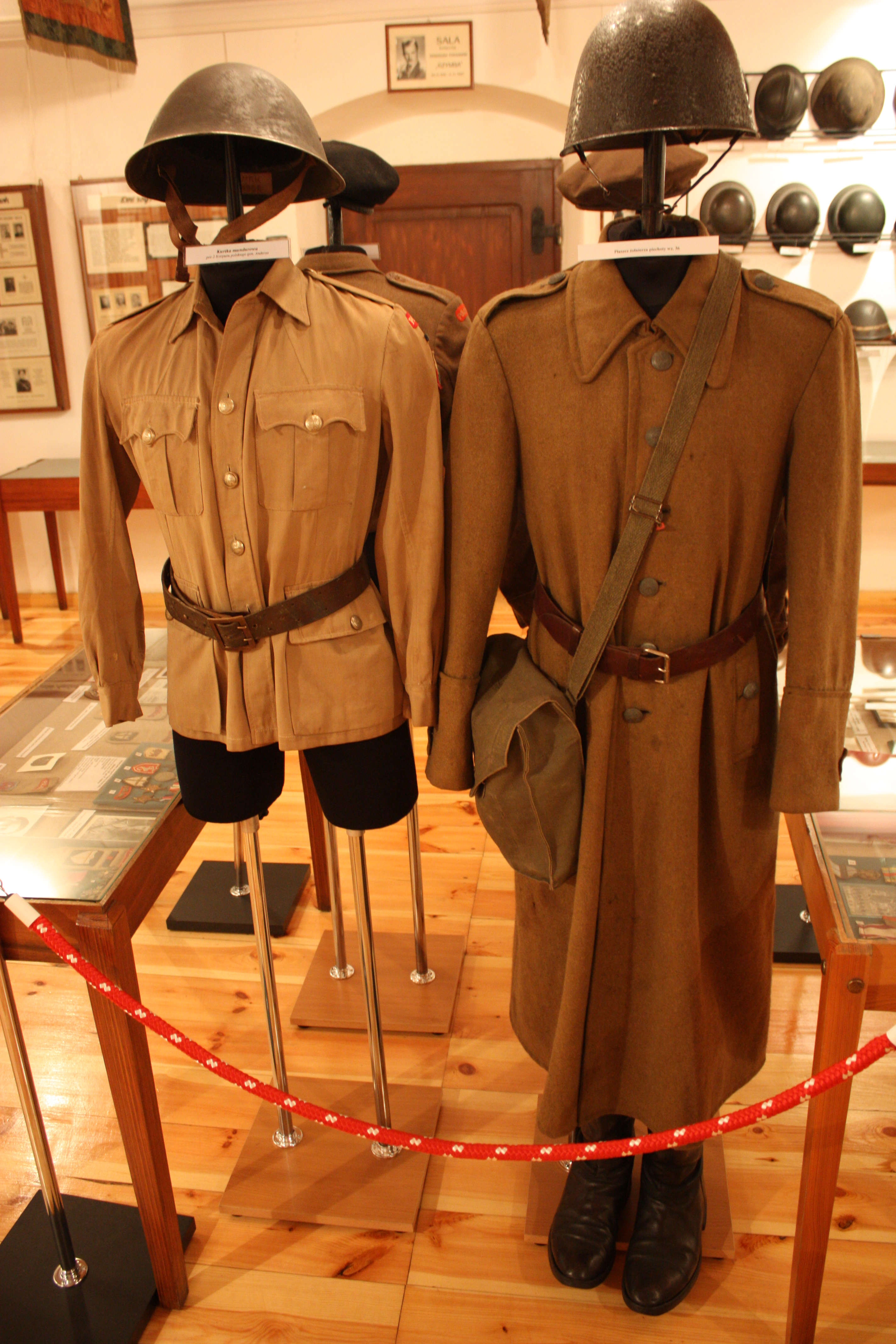
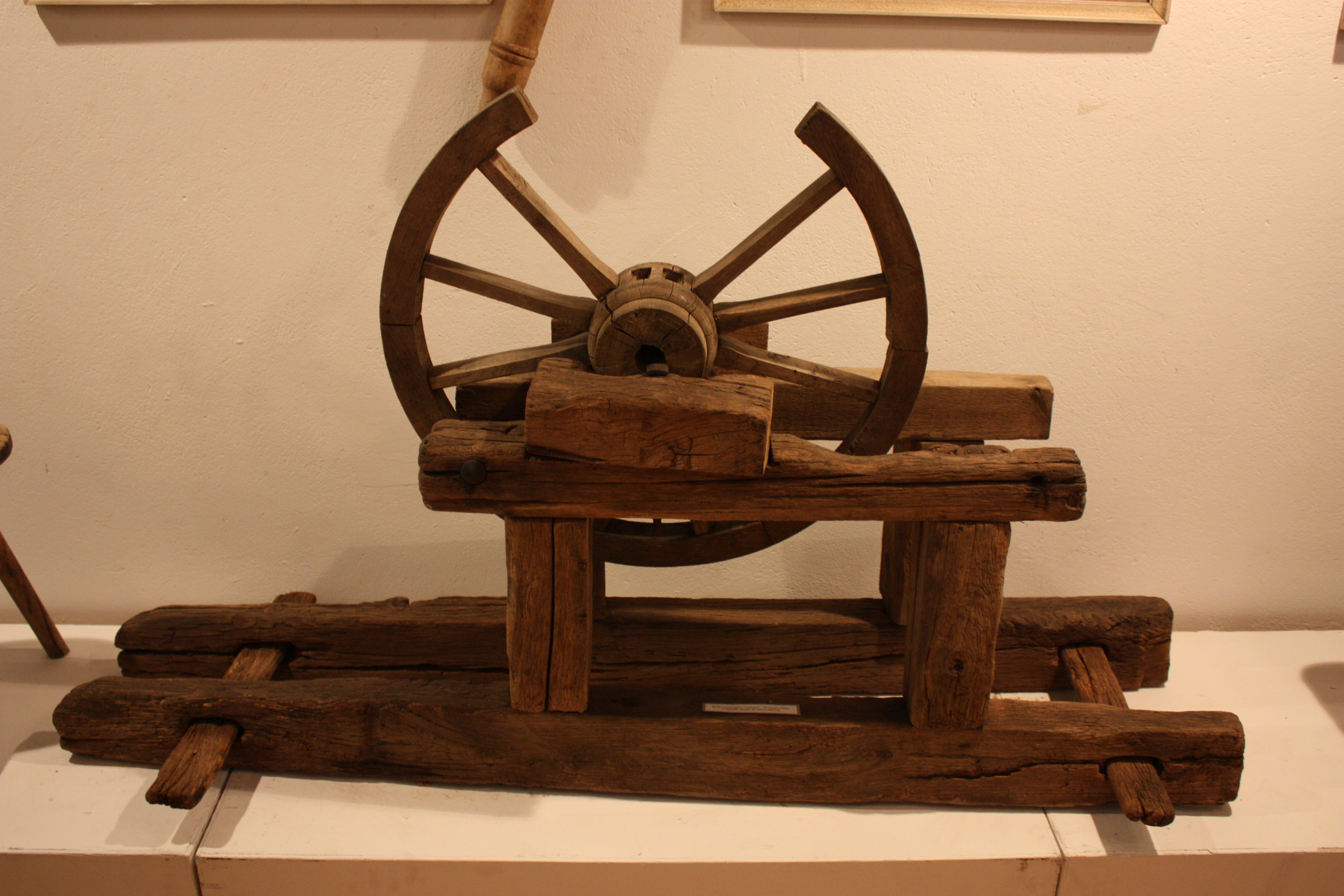
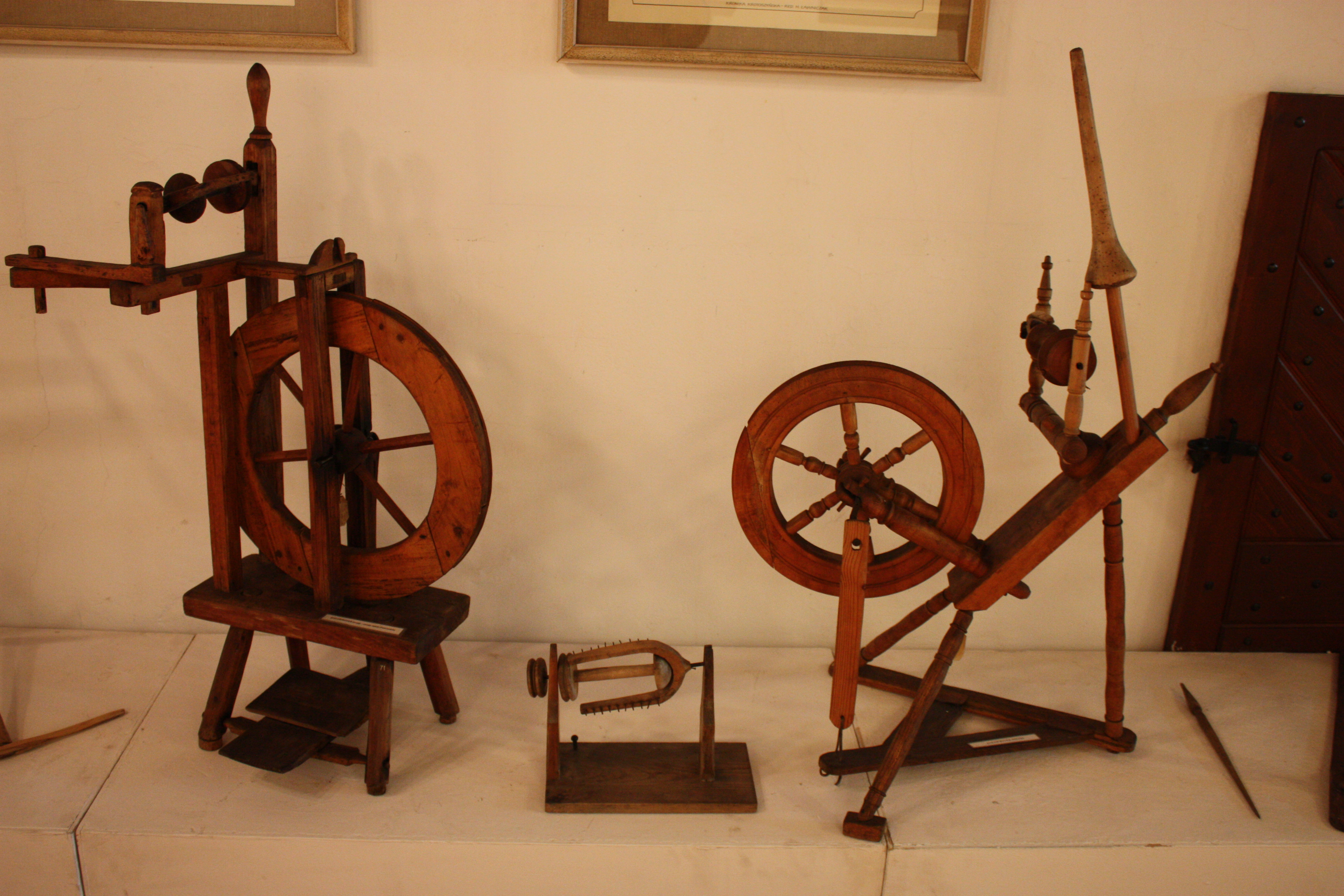
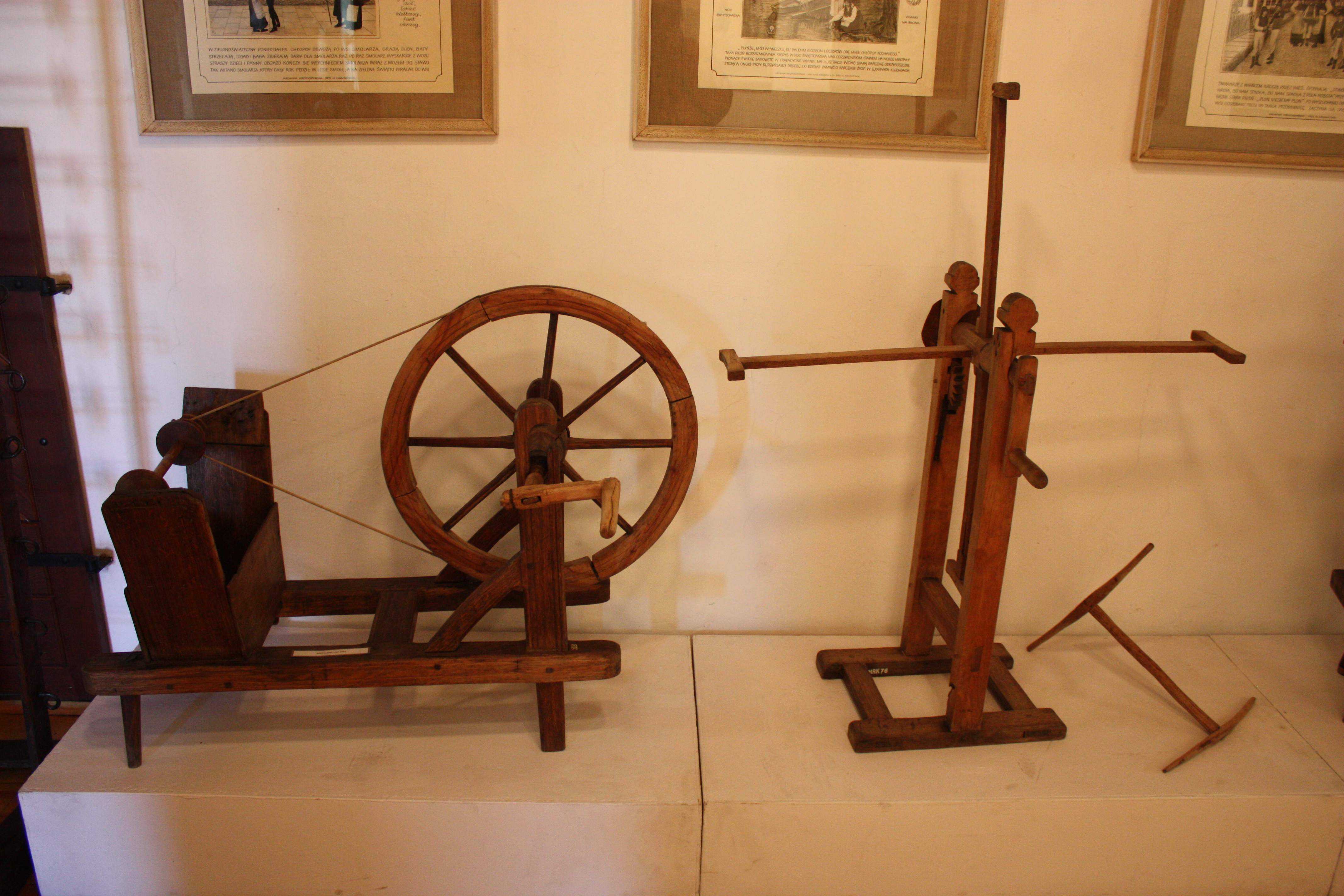

## Giờ mở cửa
Bảo tàng Khu vực Hieronim Ławniczak ở Krotoszyn hoạt động quanh năm, mở cửa từ thứ Hai đến thứ Sáu và mở cửa vào Chủ nhật đầu tiên và Chủ nhật thứ ba của tháng.